# Franz Wagner (piłkarz)
Franz Wagner (ur. 23 września 1911, zm. 8 grudnia 1974 w Wiedniu) – austriacki piłkarz i trener, reprezentant Austrii i Niemiec, grający na pozycji pomocnika.

## Kariera klubowa
Wagner zaczynał przygodę z piłką w zespole Cricket Wiedeń. Następnie występował w Rapidzie Wiedeń, dla którego grał w najwyższej lidze austriackiej od 1931 do 1943 i od 1945 do 1949. W tym czasie sześciokrotnie zdobył Mistrzostwo Austrii w sezonach 1935, 1938, 1940, 1941, 1946, 1948. 
Zadebiutował w lidze w barwach Rapidu 10 maja 1931 w wygranym 4:3 meczu u siebie z Austrią Wiedeń. Swojego jedynego gola w lidze strzelił 25 września 1932 roku w wygranym 4:1 meczu wyjazdowym z Wackerem Wiedeń.
Po Anschlussie Austrii, Rapid z Wagnerem w składzie zdobył również Mistrzostwo Niemiec w 1941 oraz Puchar Niemiec w 1938. Od 1943 do 1945 grał w LSV Markersdorf. 
| Sezon   | Klub            | Kraj       | Rozgrywki  | Mecze | Bramki |
| ------- | --------------- | ---------- | ---------- | ----- | ------ |
| 1931/32 | Rapid Wiedeń    | Austria    | Bundesliga | 22    | 0      |
| 1932/33 | Rapid Wiedeń    | Austria    | Bundesliga | 21    | 1      |
| 1933/34 | Rapid Wiedeń    | Austria    | Bundesliga | 22    | 0      |
| 1934/35 | Rapid Wiedeń    | Austria    | Bundesliga | 21    | 0      |
| 1935/36 | Rapid Wiedeń    | Austria    | Bundesliga | 12    | 0      |
| 1936/37 | Rapid Wiedeń    | Austria    | Bundesliga | 13    | 0      |
| 1937/38 | Rapid Wiedeń    | Austria    | Bundesliga | 13    | 0      |
| 1938/39 | Rapid Wiedeń    | III Rzesza | Gauliga    | 17    | 0      |
| 1939/40 | Rapid Wiedeń    | III Rzesza | Gauliga    | 11    | 0      |
| 1940/41 | Rapid Wiedeń    | III Rzesza | Gauliga    | 17    | 0      |
| 1941/42 | Rapid Wiedeń    | III Rzesza | Gauliga    | 12    | 0      |
| 1942/43 | Rapid Wiedeń    | III Rzesza | Gauliga    | 1     | 0      |
| 1943/44 | LSV Markersdorf | III Rzesza | Gauliga    |       |        |
| 1944/45 | LSV Markersdorf | III Rzesza | Gauliga    |       |        |
| 1945/46 | Rapid Wiedeń    | Austria    | Bundesliga |       |        |
| 1946/47 | Rapid Wiedeń    | Austria    | Bundesliga | 17    | 0      |
| 1947/48 | Rapid Wiedeń    | Austria    | Bundesliga | 15    | 0      |
| 1948/49 | Rapid Wiedeń    | Austria    | Bundesliga | 7     | 0      |

## Kariera reprezentacyjna

### Reprezentacja Austrii
Wagner w reprezentacji Austrii zadebiutował 11 czerwca 1933 w wygranym 4:1 spotkaniu z Belgią. 
Rok później został powołany na Mistrzostwa Świata. Wystąpił w 4 spotkaniach z Francją, Węgrami, Włochami. Zagrał także w przegranym 2:3 spotkaniu o 3. miejsce z Niemcami. 
Ostatni mecz w narodowych barwach Austrii zanotował 26 stycznia 1936 przeciwko Portugalii, wygrany 3:2. Łącznie w latach 1933–1936 Wagner zagrał dla Austrii w 18 spotkaniach.
| Mecze i gole w reprezentacji Austrii | Mecze i gole w reprezentacji Austrii | Mecze i gole w reprezentacji Austrii | Mecze i gole w reprezentacji Austrii | Mecze i gole w reprezentacji Austrii | Mecze i gole w reprezentacji Austrii | Mecze i gole w reprezentacji Austrii |
| #                                    | Data                                 | Miasto                               | Przeciwnik                           | Gol                                  | Wynik                                | Rozgrywki                            |
| ------------------------------------ | ------------------------------------ | ------------------------------------ | ------------------------------------ | ------------------------------------ | ------------------------------------ | ------------------------------------ |
| 1.                                   | 11.06.1933                           | Wiedeń                               | Belgia                               |                                      | 4:1                                  | towarzyski                           |
| 2.                                   | 29.11.1933                           | Glasgow                              | Szkocja                              |                                      | 2:2                                  | towarzyski                           |
| 3.                                   | 10.12.1933                           | Amsterdam                            | Holandia                             |                                      | 1:0                                  | towarzyski                           |
| 4.                                   | 11.02.1934                           | Turyn                                | Włochy                               |                                      | 4:2                                  | Puchar Europy Środkowej              |
| 5.                                   | 25.03.1934                           | Genewa                               | Szwajcaria                           |                                      | 3:2                                  | Puchar Europy Środkowej              |
| 6.                                   | 15.04.1934                           | Wiedeń                               | Węgry                                |                                      | 5:2                                  | towarzyski                           |
| 7.                                   | 25.04.1934                           | Wiedeń                               | Bułgaria                             |                                      | 6:1                                  | El. MŚ 1934                          |
| 8.                                   | 27.05.1934                           | Turyn                                | Francja                              |                                      | 3:2                                  | MŚ 1934                              |
| 9.                                   | 31.05.1934                           | Bologna                              | Węgry                                |                                      | 2:1                                  | MŚ 1934                              |
| 10.                                  | 03.06.1934                           | Mediolan                             | Włochy                               |                                      | 0:1                                  | MŚ 1934                              |
| 11.                                  | 07.06.1934                           | Neapol                               | III Rzesza                           |                                      | 2:3                                  | MŚ 1934                              |
| 12.                                  | 07.10.1934                           | Budapeszt                            | Węgry                                |                                      | 1:3                                  | Puchar Europy Środkowej              |
| 13.                                  | 11.11.1934                           | Wiedeń                               | Szwajcaria                           |                                      | 3:0                                  | Puchar Europy Środkowej              |
| 14.                                  | 24.03.1935                           | Wiedeń                               | Włochy                               |                                      | 0:2                                  | Puchar Europy Środkowej              |
| 15.                                  | 14.04.1935                           | Praga                                | Czechosłowacja                       |                                      | 0:0                                  | Puchar Europy Środkowej              |
| 16.                                  | 06.10.1935                           | Wiedeń                               | Węgry                                |                                      | 4:4                                  | Puchar Europy Środkowej              |
| 17.                                  | 19.01.1936                           | Madryt                               | Hiszpania                            |                                      | 5:4                                  | towarzyski                           |
| 18.                                  | 26.01.1936                           | Porto                                | Portugalia                           |                                      | 3:2                                  | towarzyski                           |

### Reprezentacja III Rzeszy
W wyniku Anschlussu Austria została włączona do III Rzeszy. Po raz pierwszy w reprezentacji III Rzeszy zagrał 25 września 1938 w wygranym 4:1 meczu z Rumunią. 
Następnie w 1942 rozegrał dwa spotkania dla III Rzeszy przeciwko Chorwacji i Szwajcarii. 
| Mecze i gole w reprezentacji III Rzeszy | Mecze i gole w reprezentacji III Rzeszy | Mecze i gole w reprezentacji III Rzeszy | Mecze i gole w reprezentacji III Rzeszy | Mecze i gole w reprezentacji III Rzeszy | Mecze i gole w reprezentacji III Rzeszy | Mecze i gole w reprezentacji III Rzeszy |
| #                                       | Data                                    | Miasto                                  | Przeciwnik                              | Gol                                     | Wynik                                   | Rozgrywki                               |
| --------------------------------------- | --------------------------------------- | --------------------------------------- | --------------------------------------- | --------------------------------------- | --------------------------------------- | --------------------------------------- |
| 1.                                      | 25.09.1938                              | Bukareszt                               | Rumunia                                 |                                         | 4:1                                     | towarzyski                              |
| 2.                                      | 18.01.1942                              | Zagrzeb                                 | Chorwacja                               |                                         | 2:0                                     | towarzyski                              |
| 3.                                      | 01.02.1942                              | Wiedeń                                  | Szwajcaria                              |                                         | 1:2                                     | towarzyski                              |

## Kariera trenerska
Po karierze zawodniczej pozostał wierny Rapidowi Wiedeń jako trener młodzieży. W sezonie 1955/56, na kilka miesięcy został trenerem pierwszej drużyny Rapidu.

## Sukcesy
Rapid Wiedeń
- Mistrzostwo Austrii (6): 1935, 1938, 1940, 1941, 1946, 1948
- Mistrzostwo Niemiec (1): 1941
- Puchar Niemiec (1): 1938